# Valência (gens)
Valência (em latim: Valentia, pl. Valentii) era uma família plebeia da Roma Antiga. Essa era uma família obscura pois poucos membros desta gens aparecem na história, mas outros são conhecidos por meio de inscrições. 
O mais famoso dos Valêncios foi Aulo Valêncio, um dos servos de Verres durante sua administração na Sicília.  Uma inscrição coloca o imperador Hostiliano como um Valêncio, mas isto pode ser um erro, e ele provavelmente era um membro da gens Messia. 

## Origem
O nomen Valêncio é derivado da palavra valens, o particípio de valeo, que significa ser “ser forte”.  Pertence a uma classe formada pelo caráter ou pela condição de um indivíduo. 

## Prenomes
Os principais praenomina dos Valêncios eram Lúcio e Tito. Alguns membros desta família tinham outros prenomes como Aulo, Públio e Caio. Estes estavam entre os nomes mais comuns em todos os períodos da história romana.

## Membros
- Aulo Valêncio, um interprete grego, e se tornou um dos agentes de Verres durante o saque à província romana da Sicília.  Cicero registra um caso em que ele extraiu trinta mil sestércios dos habitantes de Lípara, além do valor devido, menos de um terço do valor de seu "bônus".
- Valência Repentina Verecunda, uma liberta enterrada em um sepulcro do final do século I em Savária na Panônia Superior, construída com os rendimentos do testamento de Sexto Utiédio Céler, um veterano da Legio XV Apollinaris.[5]
- Valência P. l. Equínia, uma mulher liberta que, junto com Tércia Herênia, recebeu uma doação dos edis, de acordo com uma inscrição do final do século I ou II em Novara na Gália Cisalpina.[6]
- Valência, viúva de Lúcio Valério, foi sepultada em Novária num sepulcro de família datado da primeira metade do século II, construído por seu filho, Lúcio Valério Primus, um dos sodais augustais.
- Lúcio Valêncio, enterrado em uma tumba do século II em Roma, construída por seu irmão, Caio Valêncio Níger.[7]
- Lúcio Valêncio Cere[...], nome escrito em um tubo de chumbo do século II do Foro Novo em Sabina.[8]
- Tito Valêncio T. f., filho de Tito Valêncio Haruspex e Comínia Pusila, enterrado em um sepulcro familiar do século II no atual local de Cavaglio d'Agogna, anteriormente parte da Gália Cisalpina.[9]
- Valêncio Demétrio, dedicou uma tumba do século II em Ápulo, na Dácia for para Caio Átrio Crescente, natural de Cársulas na Úmbria, e para um soldado na Legio XIII Gemina, de trinta e cinco anos.[10]
- Lúcio Valêncio Êutico, construiu um túmulo do século II em Verona para si e seu patrono, Lúcio Valêncio Senécio.[11]
- Tito Valêncio Haruspex, enterrado em um sepulcro familiar do século II no atual local de Cavaglio d'Agogna, construído por sua filha, Valência, com os rendimentos do testamento de seu pai, para Valêncio, sua esposa, Comínia Pusila, e seus filhos, Valêncio Secundo, Tito Valêncio e Títula.[9]
- Caio Valêncio Níger, dedicou uma tumba do século II em Roma para ele e seu irmão, Lúcio Valêncio.[7]
- (Tito) Valêncio T. f. Secundo, filho de Tito Valêncio Haruspex e Comínia Pusila, enterrado em um sepulcro familiar do século II no atual local de Cavaglio d'Agogna, construído por sua irmã, Valência, com o produto do testamento de seu pai. [9]
- Lúcio Valêncio Senécio, sepultado em um túmulo do século II em Verona em Venécia e Ístria, construído por seu cliente, Lúcio Valêncio Êutico.[11]
- Valência T. f. Títula, filha de Tito Valêncio Haruspex e Cominia Pusila, enterrada em um sepulcro familiar do século II no atual local de Cavaglio d'Agogna, construído por sua irmã, Valência, com o produto do testamento de seu pai. [9]
- Valêncio Domiciano, soldado da Legio III Italica, sepultado em um sepulcro de família em Castra Regina na Récia entre o final do século II e o final do terceiro.
- Valêncio Paulo, fez uma oferenda à Júpiter Ótimo Máximo no local da moderna Ribeira de Pena, antigamente parte da Hispânia Citerior, segundo uma inscrição do segundo ou terceiro século.[12]
- Valência Flora, esposa de Artório Primitivo, com quem construiu uma tumba do século III em Roma para seu filho, cujo nome não foi preservado, de vinte e dois anos, dois meses e dezenove dias.[13]
- Caio Valêncio Hostiliano Méssio Quinto, o imperador Hostiliano, conforme inscrição de Gamarte em África proconsular; inscrições em suas moedas mostram Valente em vez de Valêncio. Pela nomenclatura de seu pai, ele provavelmente pertencia à gens Messia e não aos Valêncios.[2]
- Valêncio, enterrado em uma tumba do século IV em Roma, aos dezoito anos, no sexto dia antes das calendas de dezembro.[i]
- Valêncio, enterrado em uma tumba do século IV em Thugga na África Proconsularis, aos oitenta anos.[14]
- Valêncio, nomeado em uma etiqueta de bronze encontrada no atual sítio de Montila, antigamente parte da Hispânia Bética, datada do século IV ou V.[15]
- Valêncio Bebiano, doou uma terma em Asola em Venécia e Ístria em 336 DC.
- Valêncio, um menino enterrado em uma tumba do século V em Augusta dos Tréveros na Gália Bélgica, com cerca de quatro anos.

### Valêncios sem data
- Valêncio, nomeado numa inscrição de Turgálio na Lusitânia. [16]
- Valência Januária, enterrada em Régias na Mauritânia Cesariense, com cerca de quarenta anos, num túmulo construído pelo seu marido, Apércio Sórcio, para Januária e a sua filha, Apércia Valentina, de cinco anos. [17]